# Как стать богом в центральной Флориде
«Как стать богом в центральной Флориде» (англ. On Becoming a God in Central Florida) — американский комедийный телесериал, созданный Робертом Функом и Мэттом Луцки, премьера которого состоялась 25 августа 2019 года на канале «Showtime». В главной роли — Кирстен Данст, действие сериала происходит в начале 1990-х годов.
26 сентября 2019 года сериал был продлён на второй сезон. Однако в октябре 2020 года Showtime отменил продление из-за пандемии COVID-19.

## Сюжет
Оставшись без гроша в кармане и недавно потеряв мужа, работница аквапарка Кристал путём обмана и жульничества движется к вершине финансовой пирамиды «Основатели американской торговли», невзирая на то, что этот многомиллиардный бизнес однажды уже разрушил её жизнь.

## В ролях

### Главные роли
- Кирстен Данст — Кристал Стаббс
- Теодор Пеллерен — Коди Бонар
- Мел Родригес — Эрни Гомес
- Бет Дитто — Бэт Гомес
- Тед Левин — Оби Гарбо II

### Второстепенные
- Александр Скарсгард — Трэвис Стаббс
- Джули Бенц — Кэрол Уилкс
- Мелисса Де Соуса — Мирта Эррер
- Шерон Лоуренс — Луиза Гарбо
- Мэри Стинберджен — Эллен Джей Бонар
- Джош Фадем[англ.] — Пэт Стэнли
- Кевин О’Коннор — Роджер Пенленд
- Дэвид Пеймер — Бак Бриджес
- Давайн Джой Рэндольф — Ронда

## Эпизоды
| №  | Название                     | Режиссёр           | Автор сценария                           | Дата премьеры                                       | Зрители U.S. (млн) |
| -- | ---------------------------- | ------------------ | ---------------------------------------- | --------------------------------------------------- | ------------------ |
| 1  | «The Stinker Thinker»        | Чарли Макдауэлл    | Роберт Функ & Мэтт Луцки                 | 16 августа 2019 (онлайн) 25 августа 2019 (Showtime) | 0.173              |
| 2  | «The Gloomy-Zoomies»         | Джереми Подесва    | Роберт Функ                              | 16 августа 2019 (онлайн) 25 августа 2019 (Showtime) | 0.138              |
| 3  | «A Positive Spin!»           | Роза Трош          | Мэтт Луцки                               | 1 сентября 2019                                     | 0.216              |
| 4  | «Manifest Destinee»          | Родман Флендер     | Памела Дэвис                             | 8 сентября 2019                                     | 0.235              |
| 5  | «Many Masters»               | Дэниелс            | Майкл Голдбах                            | 15 сентября 2019                                    | 0.216              |
| 6  | «American Merchandise»       | Джули Энн Робинсон | Карлос Риос                              | 22 сентября 2019                                    | 0.185              |
| 7  | «Flint Glass»                | Мэтт Спайсер       | Эста Сполдинг                            | 29 сентября 2019                                    | 0.214              |
| 8  | «Birthday Party»             | Ен Ким             | Роберт Функ & Мэтт Луцки                 | 6 октября 2019                                      | 0.161              |
| 9  | «Wham Bam Thank You FAM»     | Триша Брок         | Памела Дэвис                             | 13 октября 2019                                     | 0.132              |
| 10 | «Go Getters Gonna Go Getcha» | Чарли Макдауэлл    | Роберт Функ & Мэтт Луцки & Эста Сполдинг | 20 октября 2019                                     | 0.179              |

## Производство

### Разработка
6 января 2017 года стало известно, что АМС занимается разработкой сериала. Сериал был создан Робертом Функом и Мэттом Луцки, которые также написали сценарий для пилотного эпизода.
25 июня 2018 года было объявлено, что производство перешло на «YouTube Premium», который дал заказ на серию первого сезона, состоящую из 10 эпизодов. Далее сообщалось, что Эста Сполдинг и Чарли Макдауэлл присоединились к сериалу в качестве исполнительных продюсеров. Сполдинг также хотел продюсировать сериал, а Макдауэлл был настроен на режиссуру.
17 июня 2019 года было объявлено что канал «Showtime» будет транслировать сериал, а его премьера состоится 25 августа 2019 года.

### Кастинг
Наряду с первоначальным объявлением о разработке, было подтверждено, что Кирстен Данст будет сниматься в сериале. 28 августа 2018 года было объявлено, что Теодор Пеллерен будет играть одну из главных ролей. 14 сентября 2018 года сообщалось, что Тед Левин, Мел Родригес и Бет Дитто присоединились к актёрскому составу сериала. 5 октября 2018 года было объявлено, что Джулия Бенц будет играть роль второго плана в сериале. 28 ноября 2018 года сообщалось, что Мелисса де Соуза примет участие в съёмках.

### Съёмки
Основные съёмки начались в октябре 2018 года в Новом Орлеане, штат Луизиана.

## Отзывы
По отзывам сайта «Rotten Tomatoes», сериал имеет рейтинг одобрения 84%, основанный на 38 отзывах, со средним рейтингом 7,47/10. Критический консенсус сайта гласит: «Хотя он теряет немного повествовательного пара, но доказывает умную и абсурдную сатиру, которая заставит вас захотеть купить всё, что продаёт Кирстен Данст». На сайте «Metacritic» он имеет средневзвешенную оценку 76 из 100, основанную на 22 критиках, указывающих на «в целом благоприятные отзывы».

### Награды и номинации
| Год  | Награда                          | Категория                                                        | Номинант                                         | Результат |
| ---- | -------------------------------- | ---------------------------------------------------------------- | ------------------------------------------------ | --------- |
| 2020 | Выбор телевизионных критиков     | Лучшая актриса в комедийном сериале                              | Кирстен Данст                                    | Номинация |
| 2020 | Золотой глобус                   | Лучшая женская роль в телевизионном сериале — комедия или мюзикл | Кирстен Данст                                    | Номинация |
| 2020 | Премия Гильдии писателей Америки | Episodic Comedy                                                  | Роберт Функ и Мэтт Луцки («The Stinker Thinker») | Ожидается |